# Інішоуен
 Інішоуен  (англ. Inishowen, ірл. Inis Eoghain) — півострів на півночі острова Ірландія, у графстві Донегол. Найбільший півострів Ірландії. На півострові Інішоуен знаходиться найпівнічніша точка острова — мис Малін-Хед. Найбільше місто — Банкрана.

## Географія

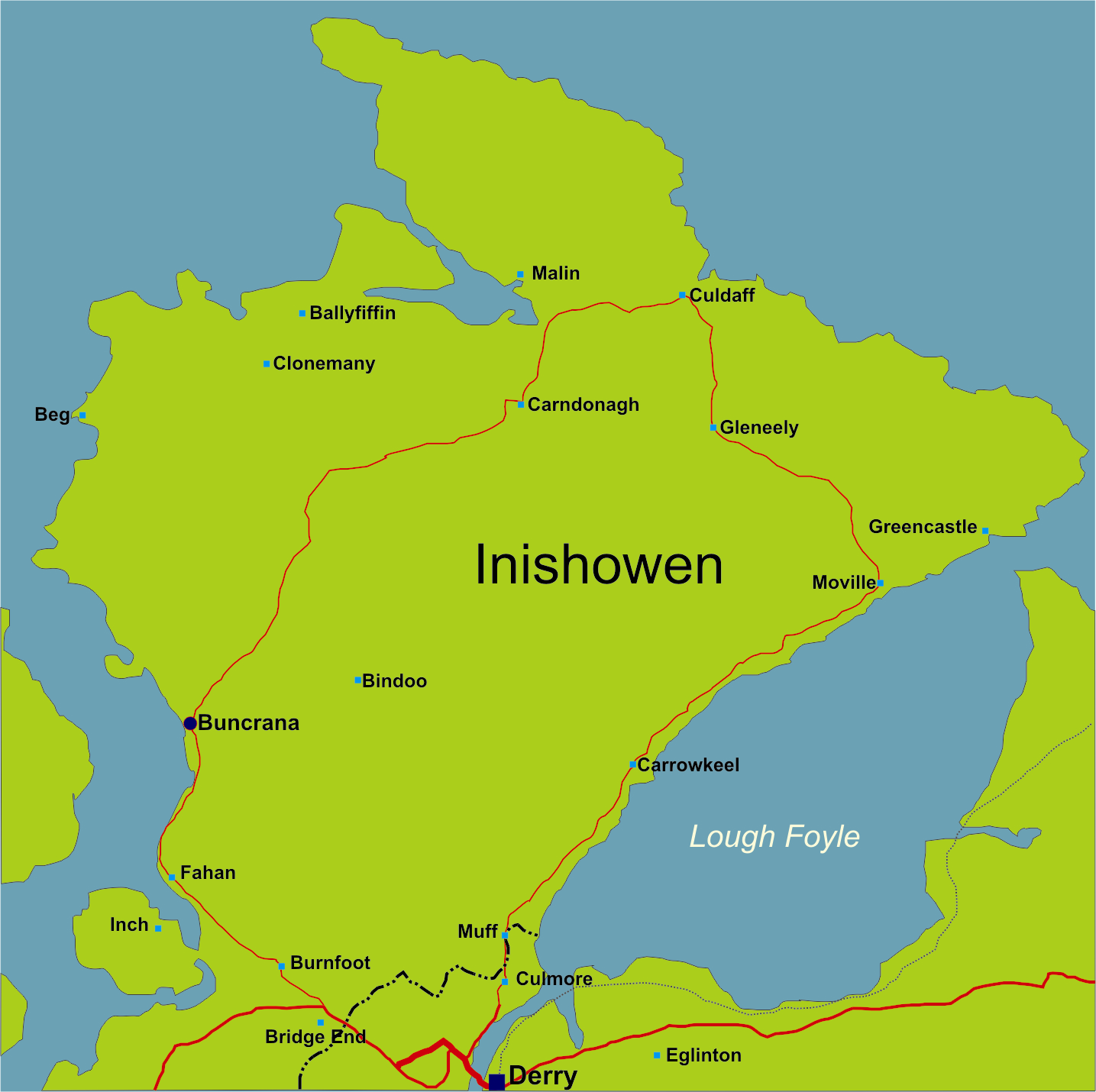
Схема півострова Інішоуен

Площа півострова Інішоуен становить 884,33 км². На півночі він омивається Атлантичним океаном, на сході та заході, відповідно — затоками Лох-Фойл (естуарій річки Фойл) і Лох-Суіллі. На півдні він примикає до решти графства Донегол (ця його частина відома як Тірконнель) і графства Лондондеррі в Північній Ірландії. Історично частина Деррі на захід від річки Фоїл також належала Інішоуену. Більша частина населення Інішоуена проживає на узбережжі.
Серединою півострова є частково заболочене низькогір'я. Найвища точка півострова — гора Слів-Снафт (англ. Slieve Snaght, висота 615 м). Завдяки географічному розташуванню півострова клімат Інішоуена дещо м'якіший, ніж у середньому в Ірландії, літо трохи холодніше, а зима трохи тепліше.
На півострові знаходиться декілька гаваней, деякі з них використовуються для рибальства, наприклад, Грінкасл, Бунагі та Ліна. Поромна лінія через Лох — Фойл з'єднує Грінкасл із Магілліганом у Деррі. Ще одна поромна лінія, через Лох-Суіллі, з'єднує Бункрану і Ратмаллан. Лох-Суіллі протягом довгого часу мав велике стратегічне значення для Британської імперії, оскільки в затоку можуть заходити кораблі великої водотоннажності. Лох-Фойл також важливий для сполучення міста Деррі з морем, але набагато дрібніший, ніж Лох-Суіллі, і тут потрібна лоцманська проводка суден.

## Історія
Інішоуен, як історична область сформувався задовго до створення графства Донегол. Назва походить від Еогана, сина короля Ірландії Ніалла Дев'ять Заложників; в честь цього же Еогана названо графство Тірон. Інішоуен — традиційна родина клану Маклафлін, що походить від нащадків Еогана. Після послаблення клану Маклафлін територія була зайнята кланом Догерті.
На території півострова збереглося безліч археологічних та історичних пам'ятників, включаючи руїни кількох замків і форт Гріанан Айлех («Світлиця Айлеха»). Колись Бурт, у якому зараз знаходиться форт, був резиденцією ірландських королів, у тому числі обох королів із клану Маклафлін. У XIX столітті форт був відновлений.
У 1196 році Джон де Курсі, норманський лицар, що вторгся в Ольстер раніше в 1177 році, переміг короля Тирконнела і тим самим захопив весь Донегол. У 1198 році він спустошив Інішоуен.

## Населення
Відповідно до перепису населення 2006 року, населення Інішоуэна склало 31 802 мешканців, що становить приблизно 8,4 % у порівнянні з 1996 роком. Найбільше місто — Банкрана (3394 мешканців).